# 2008-as angol labdarúgó-ligakupa-döntő
A 2008-as angol labdarúgó-ligakupa-döntőt 2008. február 24-én játszották. Ez volt az első ligakupa-döntő, amit már az új Wembley Stadionban rendeztek, és az első, amit Angliában játszottak, mióta a régi Wembley-t 2000-ben lerombolták. A két résztvevő a címvédő Chelsea, akik az Everton csapatát győzték le 3–1-es összesítésben, valamint a Tottenham Hotspur, akik az Arsenalt 6–2-es összesítésben legyőzve jutottak a döntőbe. A mérkőzést a Tottenham nyerte 2–1-re 1–0-s hátrányból fordítva a hosszabbításban. A Chelsea gólját Didier Drogba, míg a Spurs góljait Dimitar Berbatov és Jonathan Woodgate szerezte. Ez volt a Tottenham első kupagyőzelme 9 év óta.
A Chelsea a 37. percben megszerezte a vezetést Didier Drogba szabadrúgása révén. Így Drogba lett az első játékos, aki három ligakupa-döntőben is gólt szerzett: a 2005-ös és a 2007-es döntőben is eredményes volt. Wayne Bridge kezezése miatt a Tottenham-nek a 68. percben büntetőt ítéltek, amit a bolgár Dimitar Berbatov értékesített. A döntetlen miatt 30 perces hosszabbítás következett, aminek a 3. percében Jonathan Woodgate Jermaine Jenas szabadrúgásból lőtt labdáját fejelte Petr Čech felé, aki kiütötte a labdát egyenesen Woodgate fejére, aki így megszerezte a győztes gólt.
A győzelem fontos volt a Tottenham számára, mivel így indulhattak az UEFA-kupa következő szezonjában. A Chelsea-nek ez volt négy kiírásból a 2. amikor ezüstéremmel végeztek, miután a Manchester United ellen elvesztették a Szuperkupát. A szezon végén ezüstérmet értek el a bajnokságban és a Bajnokok Ligájában is, szintén a Manchester után.
| 2008. február 24. 15:00 CET | Chelsea    | 1 – 2 (hu) | Tottenham Hotspur                | Wembley Stadion, London Nézőszám: 87 660 Játékvezető: Mark Halsey |
| 2008. február 24. 15:00 CET | Drogba 37' | (1 – 0)    | Berbatov 68' (11-es)Woodgate 92' | Wembley Stadion, London Nézőszám: 87 660 Játékvezető: Mark Halsey |

| Chelsea | Tottenham |

| CHELSEA:    |    |                       |         |     |
|             |    |                       |         |     |
| GK          | 1  | Petr Čech             |         |     |
| RB          | 35 | Juliano Belletti      |         |     |
| CB          | 26 | John Terry (csk)      |         |     |
| CB          | 6  | Ricardo Carvalho      | 104'    |     |
| LB          | 18 | Wayne Bridge          |         |     |
| DM          | 12 | John Obi Mikel        | 96' 98' |     |
| CM          | 8  | Frank Lampard         |         |     |
| CM          | 5  | Michael Essien        |         | 88' |
| RM          | 24 | Shaun Wright-Phillips |         | 72' |
| CF          | 11 | Didier Drogba         |         |     |
| LM          | 39 | Nicolas Anelka        |         |     |
| Cserék:     |    |                       |         |     |
| GK          | 23 | Carlo Cudicini        |         |     |
| DF          | 33 | Alex                  |         |     |
| MF          | 13 | Michael Ballack       |         | 88' |
| MF          | 10 | Joe Cole              |         | 98' |
| FW          | 21 | Salomon Kalou         |         | 72' |
| Menedzser:  |    |                       |         |     |
| Ávrám Grant |    |                       |         |     |

| TOTTENHAM HOTSPUR: |    |                   |          |      |
|                    |    |                   |          |      |
| GK                 | 1  | Paul Robinson     |          |      |
| RB                 | 28 | Alan Hutton       |          |      |
| CB                 | 39 | Jonathan Woodgate |          |      |
| CB                 | 26 | Ledley King (csk) |          |      |
| LB                 | 2  | Pascal Chimbonda  |          | 61'  |
| RM                 | 25 | Aaron Lennon      | 120'     |      |
| CM                 | 8  | Jermaine Jenas    | 120'     |      |
| CM                 | 4  | Didier Zokora     | 37'      |      |
| LM                 | 15 | Steed Malbranque  |          | 75'  |
| CF                 | 10 | Robbie Keane      |          | 102' |
| CF                 | 9  | Dimitar Berbatov  |          |      |
| Cserék:            |    |                   |          |      |
| GK                 | 12 | Radek Černý       |          |      |
| DF                 | 5  | Younès Kaboul     |          | 102' |
| MF                 | 6  | Teemu Tainio      | 116' 75' |      |
| MF                 | 22 | Tom Huddlestone   |          | 61'  |
| FW                 | 23 | Darren Bent       |          |      |
| Menedzser:         |    |                   |          |      |
| Juande Ramos       |    |                   |          |      |

## Út a döntőbe
| Harmadik kör        | Hull City                                      | 0–4 | Chelsea        |
| Negyedik kör        | Chelsea                                        | 4–3 | Leicester City |
| Negyeddöntő         | Chelsea                                        | 2–0 | Liverpool      |
| Elődöntő (1. mérk.) | Chelsea                                        | 2–1 | Everton        |
| Elődöntő (2. mérk.) | Everton                                        | 0–1 | Chelsea        |
|                     | (a Chelsea jutott tovább 3–1-es összesítéssel) |     |                |

| Harmadik kör        | Tottenham Hotspur                                        | 2–0 | Middlesbrough     |
| Negyedik kör        | Tottenham Hotspur                                        | 2–0 | Blackpool         |
| Negyeddöntő         | Manchester City                                          | 0–2 | Tottenham Hotspur |
| Elődöntő (1. mérk.) | Arsenal                                                  | 1–1 | Tottenham Hotspur |
| Elődöntő (2. mérk.) | Tottenham Hotspur                                        | 5–1 | Arsenal           |
|                     | (a Tottenham Hotspur jutott tovább 6–2-es összesítéssel) |     |                   |